# ویلیام ال. مارسی
ویلیام ال. مارسی (به انگلیسی: William Learned Marcy) سناتور سابق عضو حزب دموکرات ایالات متحده آمریکا بود. وی در سال ۱۸۳۱ تا ۱۸۳۳ میلادی سناتور ایالت نیویورک در سنای ایالات متحده آمریکا بود.